# 济郑高速铁路
济郑高速铁路，简称济郑高铁，建设期间曾用名为郑济高速铁路，是中国河南省郑州市至山东省济南市的一条高速铁路。线路大致呈东北西南走向，全长378.7公里，自郑州东站引出，接入济南西站，并建设联络线依次连接济南站、大明湖站和济南东站。济郑高铁设计时速为350公里/小时，总投资约为700亿元。全线分为两段建设，其中郑州至濮阳段于2016年11月1日开工，2022年6月20日开通；济南至濮阳段于2019年12月29日开工，2023年12月8日开通。

## 概况
济郑高铁河南段全长237.4公里，设计时速350公里。线路自郑州东站引出，经郑州、新乡、鹤壁、滑县、安阳至濮阳，到达豫鲁省界，然后进入山东省聊城市莘县境内。济郑高铁河南段新建线路196.871公里，总投资380.02亿元。
山东段始于聊城市莘县（豫鲁省界），至济南西枢纽站，新建正线长度169.694公里，其中聊城市境内正线长度115.271公里，德州市境内正线长度20.48公里，济南市境内正线长度33.873公里。山东段设计时速350公里,总投资324.5亿元。济郑高铁山东段由聊城市莘县进入山东省境内，途经聊城市下辖的莘县、阳谷县、东昌府区、茌平县，德州市下辖的齐河县，济南市下辖的长清区、市中区、槐荫区到达济南西站，并将建设联络线通往济南站和大明湖站。连接大明湖站到济南东站的黄台联络线也将开建，从而实现济郑高铁和济青高铁的无缝对接。

## 历史
2016年11月1日，济郑高铁河南段正式开工建设，工期4年。
2019年7月16日，国家发展和改革委员会正式批复《新建郑州至济南铁路濮阳至济南段可行性研究报告》。
2021年10月24日，济郑高铁山东段全面转入架梁施工。
2022年4月21日，济郑高铁濮阳至郑州段成功实现明线上单列时速435公里，相对交会时速870公里的运行试验，创造了高铁动车组列车明线交会速度世界纪录。4月29日，濮郑段正式进入运行试验阶段。5月21日，山东段开始无砟轨道施工。8月31日，山东段右线跨经十西路特大桥（64+64）米T构顺利完成转体施工，成功跨越水白铁路、京沪铁路，济郑高铁最后一座转体桥完成转体。12月15日，济郑高铁山东段开启全面铺轨建设。
2023年1月4日，濮阳至省界段下部结构施工完成。3月19日，濮阳至省界段完成箱梁架设。5月7日，线箱梁架设任务全面完成。7月2日，济郑高铁山东段正线铺轨全面贯通。7月12日，济郑高铁濮阳至鲁豫省界段正线铺轨全面贯通。8月13日，济郑高铁大庙屯线路所第二组42号道岔插铺到位，标志着济郑高铁正式融入济南铁路枢纽。8月29日，济郑高铁山东段开始联调联试。9月9日，河南段开始联调联试。10月28日，濮阳至鲁豫省界段正式进入试运行阶段。11月4日，济南至濮阳段正式进入运行试验阶段。12月8日，济郑高速铁路全线贯通运营。

## 线路之争
济郑高铁自筹划到开始建设，各地对线路一直存在不同的意见和争议。

### 豫鲁南北线路之争
河南和山东两省对于线路一直各有考量，两省对于线路存在「南北之争」。
河南省希望线路走「北线方案」，经过河南新乡、安阳、濮阳，后进入山东聊城，通过石济客专接入济南东站。河南省认为这一方案利用石济客专既有线路节约成本，同时可以结束其省内濮阳市不通高铁的历史。山东省则希望线路走「南线方案」，自济南西站出发通过山东聊城、菏泽，接入河南兰考县之后到达郑州。山东省认为这一方案可以使其省内聊城、菏泽两市首次开通高铁，使济南西站成为两条高铁线路的十字枢纽，还可以利用济郑高铁线路修建日兰高铁以节约成本。
两省无法达成一致，一度各自修建不同路线。2016年10月，河南开始建设济郑高铁郑州至濮阳段；12月，山东开始建设日兰高铁临沂至曲阜段。两段高铁互不连通。最终，山东省让步，接受郑济高铁经濮阳进入山东的北线方案。

### 山东南北线路之争
豫鲁线路达成协议后，济郑高铁在山东境内又陷入南线北线之争。北线方案经莘县、聊城、茌平，通过黄河以北的齐河站接入济南东站；南线方案则是经莘县、聊城、茌平，在济南市长清区新建长清站，之后接入济南西站。最终中国铁路总公司和山东省选择了南线方案，选择在济南市长清区建设新长清站接入济南。

## 高铁意义
济郑高铁是河南米字形高铁规划和建设的重要一环，高铁的建成将使河南省与山东省交通更加密切。尽管郑州到济南直线距离只有370公里，但由于两地没有直线交通，需要通过京沪铁路、陇海铁路绕行徐州、砀山等地，非常费时不便。两地之间唯一的一趟动车需要5个多小时，普通列车则需8到11个小时。即使2016年9月郑徐高铁开通及2017年12月石济客专开通，郑州至济南增开高铁，郑州到济南最快仍需要3个半小时。济郑高铁开通后，将为河南新增一条出海通道。届时郑州到济南由弯变直，无需绕行徐州或石家庄，单程只需1个多小时，从青岛至郑州的铁路运行时间也将缩短为3个多小时。与此同时，高铁列车还可通过徐兰客运专线、郑渝高铁和京广高铁等高铁线路快速抵达西北、西南和华南地区。济郑高铁与济青高铁相连后，与京沪高铁在济南形成十字交叉，使济南成为全国少有的时速350公里高速铁路十字交叉城市，强化济南交通枢纽地位。